# نیست گوش شنوا
نیست گوش شنوا (انگلیسی: Nobody Is Listening) سومین آلبوم استودیویی از خواننده انگلیسی زین ملک است که در ۱۵ ژانویه ۲۰۲۱ توسط آرسی‌ای رکوردز منتشر شد.